# Vụ Trans-en-Provence
Vụ Trans-en-Provence là sự kiện về một vật thể bay không xác định (UFO) được cho là đã để lại bằng chứng vật lý, dưới dạng vết cháy xén trên cánh đồng. Vụ việc diễn ra vào ngày 8 tháng 1 năm 1981, bên ngoài thị trấn Trans-en-Provence thuộc vùng Var của Pháp. Nó đã được mô tả trong tạp chí Popular Mechanics kiểu như "có lẽ là vụ chứng kiến được dẫn chứng đầy đủ và cẩn thận nhất mọi thời đại".

## Chi tiết sự kiện
Vụ việc bắt đầu vào ngày 8 tháng 1 năm 1981 lúc 5 giờ chiều. Renato Nicolaï, một nông dân 55 tuổi, nghe một tiếng huýt sáo lạ lùng trong khi đang thực hiện công việc nhà nông nghiệp trên phần đất của mình. Sau đó, ông nhìn thấy một vật thể hình đĩa có chiều dài khoảng tám feet đường kính khoảng 50 thước Anh (46 m) ở độ cao thấp hơn.
Theo lời nhân chứng, "Thiết bị này có hình dạng của hai cái đĩa, một mặt lật ngược trên đầu kia. Nó phải có chiều cao khoảng 1,5 mét. Đó là màu chì. Thiết bị này có một chóp bao quanh chu vi của nó. Phía dưới cỗ máy, tôi thấy hai loại bộ phận khi nó được nâng lên. Chúng có thể là lò phản ứng hoặc chân đế. Cũng có hai vòng tròn khác giống như những cái cửa sập. Hai lò phản ứng, hoặc chân đế, rộng khoảng 20 cm (8 in) bên dưới thân máy."
Nicolaï tuyên bố vật thể cất cánh gần như ngay lập tức, trồi lên trên đường giới hạn cây gỗ và khởi hành về hướng đông bắc. Nó để lại các vết bỏng trên mặt đất nơi vật thể lạ này đậu tại đó trước khi bay vọt lên.
Đội hiến binh địa phương ngay lập tức nhận được thông báo về sự kiện ngày hôm đó của Nicolaï theo lời khuyên của vợ ông ta, bà Morin. Lực lượng hiến binh đã tiến hành phỏng vấn Nicolaï, chụp hình cảnh vật, thu thập mẫu đất và thực vật từ hiện trường. Trường hợp này sau đó được gửi đến GEIPAN—hay GEPAN (Groupe d'Étude des Phénomènes Aérospatiaux Non-identifiés) khá nổi tiếng vào thời điểm đó—để chờ xem xét.

## Phân tích bằng chứng
Phân tích của GEPAN lưu ý rằng mặt đất được nén bằng áp suất cơ học khoảng 4 hoặc 5 tấn, và được làm nóng đến giữa 300 và 600 °C (572 và 1.112 °F). Theo dõi lượng phosphate và kẽm trong mẫu vật, và phân tích cỏ linh lăng ở gần nơi hạ cánh cho thấy mức độ diệp lục giảm từ 30% đến 50% so với dự kiến.

## Dấu vết và giải thích
Nicolaï ban đầu đã tin rằng vật thể đó là một loại thiết bị quân sự dùng để thí nghiệm. Sự gần gũi của địa điểm này với căn cứ quân sự Canjuers khiến cho một lý thuyết như vậy có phần hợp lý. Tuy nhiên, nghiên cứu của GEPAN đã tập trung vào những giải thích thông thường, chẳng hạn như các nguyên nhân khí quyển hoặc địa hình có tính chất trên mặt đất. Nhưng bất chấp cuộc điều tra chung của GEPAN và đội hiến binh đã kéo dài trong hai năm, không có lời giải thích hợp lý nào được tìm thấy.

## Phân tích
Một số nhà khoa học Pháp nhấn mạnh rằng cuộc điều tra GEPAN đã bị thiếu sót, đặc biệt là nghiên cứu về dấu vết vật lý.
Báo cáo của cảnh sát nói rằng dấu vết, xuất hiện trên một con đường đang hoạt động, trông giống như cái được làm bằng lốp xe. Lời giải thích này đã bị GEPAN bác bỏ vì chứng nhân duy nhất nói khác. Các dấu vết vật lý xuất hiện trên bức ảnh không phải là một vòng tròn hoàn hảo, trên thực tế có hai hình bán nguyệt nhiều hơn hoặc ít hơn lẫn vào nhau. Ngoài ra, một hình dạng tròn không trùng với mô tả của UFO của Nikolaï. Trong một cuộc phỏng vấn với truyền hình Pháp, Nikolaï xác nhận rằng có những chiếc xe đi ngang qua trên đường vào thời điểm nhìn thấy sự kiện.